# 旌善邑
旌善邑（：／ Jeongseon-eup */?）是大韩民国江原特別自治道旌善郡的一个邑，面积213.6平方公里，人口10,386人（2022年3月）。

## 行政區劃
- （북실리）北實里
- （애산리）愛山里
- （신월리）新月里
- （덕송리）德松里
- （덕우리）德雨里
- （여탄리）余呑里
- （용탄리）龍灘里
- （봉양리）鳳陽里
- （회동리）檜洞里
- （광하리）廣河里
- （귤암리）橘岩里
- （가수리）佳水里

## 機構
- 旌善郡厅
- 旌善郡议会
- 旌善派出所
- 光河办事处
- 江原道旌善教育厅
- 春川地方法院宁越分院旌善郡法院
- 旌善登记处
- 旌善国道管理事务所
- 旌善国家森林管理办公室
- 旌善郡选举委员会
- 旌善消防局
- 国民健康保险公团旌善支部
- 韩国电力公司旌善分公司
- 全国农产品质量管理院江原支部旌善太白支部